# Opština Mladenovac
Opština Mladenovac (v srbské cyrilici Општина Младеновац) je základní jednotka územní samosprávy pro město Mladenovac a okolí v centrálním Srbsku. V roce 2011 zde žilo 53 906 obyvatel. Sídlem správy opštiny je město Mladenovac.

## Sídla
Pod tuto opštinu spadají následující sídla:
| - Amerić (807) - Beljevac (160) - Beluće (263) - Crkvine (214) - Dubona (1139) - Granice (1460) - Jagnjilo (2279) - Koraćica (1924) - Kovačevac (4349) | - Mala Vrbica (368) - Markovac (674) - Međulužje (2431) - Mladenovac (22114) - Mladenovac (1539) - Pružatovac (835) | - Rabrovac (1400) - Rajkovac (1639) - Senaja (444) - Šepšin (855) - Velika Ivanča (1796) - Velika Krsna (3253) - Vlaška (2547) |